# Mog (créature)
 (mai 2019).
Si vous disposez d'ouvrages ou d'articles de référence ou si vous connaissez des sites web de qualité traitant du thème abordé ici, merci de compléter l'article en donnant les références utiles à sa vérifiabilité et en les liant à la section « Notes et références ».
Cet article possède un paronyme, voir mug.
Les Mogs (du japonais モーグリ, Mōguri, de mogura, taupe et komori, chauve-souris) sont de petites créatures qui apparaissent dans de nombreux jeux de Square Enix, entre autres la série Final Fantasy, la série Seiken Densetsu, la série de jeux Chocobo, et la série Kingdom Hearts. 

## Aspect
Les Mogs ont de petits yeux et des ailes membraneuses rouges, roses ou mauves. Leur tête est chapeautée d'une seule antenne noire terminée par une petite boule généralement rouge ou jaune, nommée « pompom ». Leurs oreilles ont généralement une forme féline et leur fourrure est blanche ou rose clair. Cependant dans Final Fantasy Tactics Advance et Final Fantasy XII, ils ont des oreilles de lapins et un pelage plus beige ou gris. Lorsqu'ils sont apparus pour la première fois, dans Final Fantasy III, les Mogs terminaient généralement leur phrase par le mot « nya », l'onomatopée japonaise équivalente à notre « miaou » de chat. Dans les jeux suivants, ils utilisent le mot « kupo » à la place (remplacé par « coubo » dans la version française de Final Fantasy IX) ; certains jeux décrivent brièvement un langage Mog formé de plusieurs permutations de « kupo ». Dans le remake de Final Fantasy III pour la Nintendo DS, le mot « nya » est déjà remplacé par « kupo ». Dans Secret of Mana, leur première apparition met en évidence l'élément de langage « puuu » qui indique le mécontentement. Au contraire, l'expression « kupo » indique le bien-être et s'alterne avec la variation « kupi ».

## Utilité
Les Mogs servent dans le jeu de service de messagerie dans plusieurs jeux Final Fantasy. Dans le remake de Final Fantasy III, le service de messagerie des Mogs permet de lire de vrais courriels en utilisant les fonctions Wi-Fi de la Nintendo DS tandis que dans Final Fantasy XIV il permet l'échange de courriers et d'objets entre joueurs. Dans Final Fantasy XI, un Mog est assignée à chaque joueur pour prendre soin de sa maison et changer d'emploi. Dans Final Fantasy XII, les Mogs sont connus pour être doués en mécanique et ingénierie ; ils sont les pionniers de la construction d'aéronefs. Dans la série des  Kingdom Hearts, ils sont aussi présentés en tant qu'ingénieurs-forgerons, et s'occupent de certains magasins.

## Apparitions
Plusieurs Mogs de la série Final Fantasy sont dénommés Mog, dont un personnage jouable de Final Fantasy VI, un personnage d'un jeu d'arcade dans Final Fantasy VII, une des formes d'une invocation de Final Fantasy IX (le compagnon d'Eiko), et le compagnon du joueur dans Final Fantasy Crystal Chronicles. Dans les spin-offs Chocobo no Fushigina Dungeon, Chocobo's Dungeon 2, et Chocobo Racing, un Mog nommé Mog est l'ami du Chocobo principal. Les Mogs apparaissent comme des invocations dans Final Fantasy VII où un Mog apparait, tirant un Chocobo, dans Final Fantasy VIII avec un jeune Mog appelé MiniMog, et dans Final Fantasy Tactics. 
Les Mogs sont apparus, plus récemment, dans la trilogie Final Fantasy XIII. Un personnage  du nom de Mog, un petit mog qui se transforme en arme envoyé par Lightning (héroïne de la série), accompagne les héros de Final Fantasy XIII-2 et joue un rôle très important. Ce même mog deviendra roi des mogs sur le dernier opus Lightning Returns. 
Les Mogs font leur apparition dans la série Final Fantasy avec Final Fantasy III et on les retrouve dans tous les jeux qui suivent, excepté Final Fantasy IV, ainsi que Final Fantasy Tactics. Ils servent de point de sauvegarde dans Final Fantasy IX. Les Mogs apparaissent seulement comme des poupées dans Final Fantasy X, Final Fantasy X-2, Final Fantasy VII Advent Children et Dirge of Cerberus: Final Fantasy VII. Les Mogs font une apparition dans la série Seiken Densetsu comme race et/ou condition dans Final Fantasy Adventure, Secret of Mana, Final Fantasy Tactics Advance et Seiken Densetsu 3, et sont mentionnés dans Sword of Mana. Ils apparaissent aussi dans la série Chocobo dans Chocobo no Fushigina Dungeon, Chocobo's Dungeon 2, Chocobo Racing, et Chocobo Land : A Game of Dice. De même on les voit dans les trois jeux de la série Kingdom Hearts. Enfin un Mog apparaît dans Egg Monster Heroes, tandis que l'un d'entre eux est un personnage déblocable de Mario Hoops 3-on-3.
Les Mogs sont visibles dans des comics sur internet, comme Ren dans Mac Hall. Dans le webcomics Exploitation Now, un personnage nommé Ralph connu comme « une infraction de copyright attendant de se produire » ressemble fortement à un Mog. Dans une série d'animation flash, International Moron Patrol, on voit enfin un Mog appelé Kulock.